# كلير فوكس
كلير ريجينا فوكس بارونة فوكس من باكلي (من مواليد 5 يونيو 1960) هي كاتبة وصحفية ومحاضرة وسياسية بريطانية عضوة في مجلس اللوردات باعتبارها من غير المنتسبين إلى الحياة. هي مديرة ومؤسس مركز الأبحاث أكاديمية الأفكار.
كانت متشككة في الاتحاد الأوروبي طوال حياتها وكانت في السابق عضو في الحزب الشيوعي الثوري لكنها بدأت فيما بعد في التعرف على أنها تحررية. أصبحت من المؤيدين المسجلين لحزب بريكست بعد فترة وجيزة من تشكيله وانتُخبت كعضوة في البرلمان الأوروبي في انتخابات البرلمان الأوروبي لعام 2019. تم ترشيحها للنبلاء من قبل حكومة المحافظين بقيادة بوريس جونسون في عام 2020 على الرغم من معارضتها السابقة لوجود مجلس اللوردات.

## النشأة والوظيفية
ولد فوكس في عام 1960 لوالدين أيرلنديين كاثوليك جون فوكس وماورا كليري. نشأت في باكلي في ويلز. بعد التحاقها بمدرسة سانت ريتشارد جوين الكاثوليكية الثانوية في فلينت ودرست في جامعة وارويك حيث تخرجت بدرجة أقل من الدرجة الثانية في الأدب الإنجليزي والأمريكي. حصلت لاحقا على شهادة الدراسات العليا المهنية في التربية. من عام 1981 إلى عام 1987 كانت أخصائية اجتماعية للصحة العقلية. عملت لاحقا محاضرة في اللغة الإنجليزية وآدابها في كلية ثوروك التقنية من 1987 إلى 1990 وفي كلية ويست هيرتس من 1992 إلى 1999.

## الحزب الشيوعي الثوري
انضم فوكس إلى الحزب الشيوعي الثوري كطالب في جامعة وارويك. على مدى السنوات العشرين التالية كانت واحدة من النشطاء والمنظمين الأساسيين للحزب الشيوعي الثوري. أصبحت ناشرة مشاركة لمجلتها الماركسية الحية والتي أغلقت في عام 2000 بعد أن وجدت المحاكم أنها اتهمت زورا آي تي إن بتزوير أدلة على الإبادة الجماعية في البوسنة والهرسك. في عام 2018 رفض فوكس الاعتذار عن الإشارة إلى تزوير أدلة على الإبادة الجماعية.
بقيت فوكس مع أعضائها السابقين في الحزب الشيوعي الثوري عندما حولت المجموعة نفسها في أوائل العقد الأول من القرن الحادي والعشرين إلى شبكة حول مجلة الويب سبايكد أونلاين ومعهد الأفكار وكلاهما يقع في مكاتب الحزب الشيوعي الثوري السابق ويعزز الليبرتارية. جادل المؤلف والناشط البيئي جورج مونبيوت بأن هذه الجماعات جزء من «اليمين التحرري المؤيد للشركات».

## المسيرة الإعلامية
بعد تأسيس معهد الأفكار أصبحت فوكس عضوة ضيفة في حلقة النقاش في برنامج راديو بي بي سي 4 المتاهة الأخلاقية وظهرت كمستشارة في البرنامج التلفزيوني السياسي على قناة بي بي سي وان سؤال تايم. تم انتقادها في صحيفة الغارديان لرفضها التعددية الثقافية باعتبارها مثيرة للانقسام ولإيمانها التحرري في الرغبة في الحد الأدنى من السيطرة الحكومية وحرية التعبير في جميع السياقات. كما اتُهمت في عام 2005 بدعم «حق غاري جليتر في تنزيل المواد الإباحية للأطفال» وهو شيء قالت عنه لاحقا «أشعر بالغباء لقول ذلك. ميول الأطفال مثير للاشمئزاز».
في عام 2015 تم إدراج فوكس كواحدة من أقوى 100 امرأة حسب قناة بي بي سي. كتبت فوكس كتاب «وجدت هذا الهجوم!» في عام 2016.

## العودة إلى السياسة
في أبريل 2019 أصبحت فوكس مؤيدة مسجلة لحزب بريكست. كانت في المركز الأول في قائمة حزب بريكست في دائرة شمال غرب إنجلترا في انتخابات البرلمان الأوروبي لعام 2019. تم انتقاد اختيارها من قبل والد تلميذ المدرسة المقتول تيم باري لدعمها السابق للجيش الجمهوري الأيرلندي المؤقت ودفاع الحزب الشيوعي الثوري عن تفجيرات وارينغتون التابعة للجيش الجمهوري الأيرلندي عام 1993 والتي قتلت ابنه داخل دائرة شمال غرب إنجلترا. استقالت مرشحة أخرى عن حزب بريكست سالي بات مشيرة إلى «موقف فوكس الغامض» بشأن عنف الجيش الجمهوري الإيرلندي. علق متحدث باسم حزب بريكست على انتقادات فوكس: «إنها محاولة يائسة لإثارة المشاكل». تم انتخاب فوكس لاحقا للخدمة في البرلمان الأوروبي.
بعد التنازل عن عضوية البرلمان الأوروبي عندما غادرت المملكة المتحدة الاتحاد الأوروبي في 31 يناير 2020 تم ترشيح فوكس لمنصب النبلاء في يوليو من ذلك العام. وهي تجلس باعتبارها غير منتسبة. انتقد اللورد كين مستشار حزب المحافظين لفترة طويلة في أيرلندا الشمالية القرار وكذلك فعل ضحايا الهجمات الإرهابية للجيش الجمهوري الأيرلندي. زعمت سابقا أنها ضد وجود مجلس اللوردات وهنأت الليبراليين الديمقراطيين على عدم توليهم النبلاء في تغريدة عام 2015. تم اختيارها ثعلب البارونة باكلي في 14 سبتمبر وتم تقديمها إلى اللوردات في 8 أكتوبر 2020.
في 9 نوفمبر 2020 تحدثت في مجلس اللوردات لصالح مشروع قانون السوق الداخلية ووصفت القانون الدولي بأنه «أداة فوق وطنية لتقويض السيادة الوطنية» وقالت إنه بدل من خرق القانون كانت حكومة المملكة المتحدة تضع القانون.

## الحياة الشخصية
فوكس هي الأخت الكبرى لفيونا فوكس وجيما فوكس. كانت فيونا أيضا مساهمة في مجلة الماركسية الحية وأصبحت فيما بعد مديرة المركز الإعلامي العلمي لمنظمة غير هادفة للربح.